# الطوابع غير القانونية
الطوابع غير القانونية هي ملصقات تشبه طوابع البريد، تُصدر بأسماء دول أو أقاليم مستقلة قائمة، وتُستخدم للاحتيال على إدارات البريد وجامعي الطوابع وعامة الناس. في كثير من الأحيان، ولكن ليس دائمًا، تطلب دولة عضو في الاتحاد البريدي العالمي (UPU) من الاتحاد إصدار "تعميم مكتب دولي" يُبلغ الدول الأخرى بهذهِ الطوابع غير القانونية. ووفقًا للاتحاد البريدي العالمي، تُقدر قيمة السوق بما لا يقل عن 500 مليون دولار سنويًا.
يجب التمييز بين الطوابع غير القانونية وأنواع طوابع سندريلا العديدة التي قد تحمل بعض خصائص الطوابع غير القانونية، ولكنها لا تُصدر عادةً باسم دولة قائمة، وبين التزوير البريدي، أي التزييف غير القانوني للطوابع الأصلية.

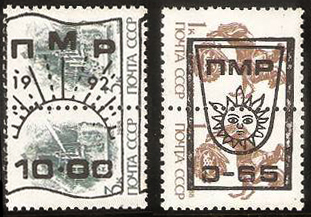
طوابع بريدية للاتحاد السوفيتي تحمل بصمات يُفترض أنها من جمهورية بريدنيستروفي المولدافية. أُنتجت هذه الطوابع في عامي 1992 و1993 دون علم أو إذن سلطات جمهورية بريدنيستروفي المولدافية.

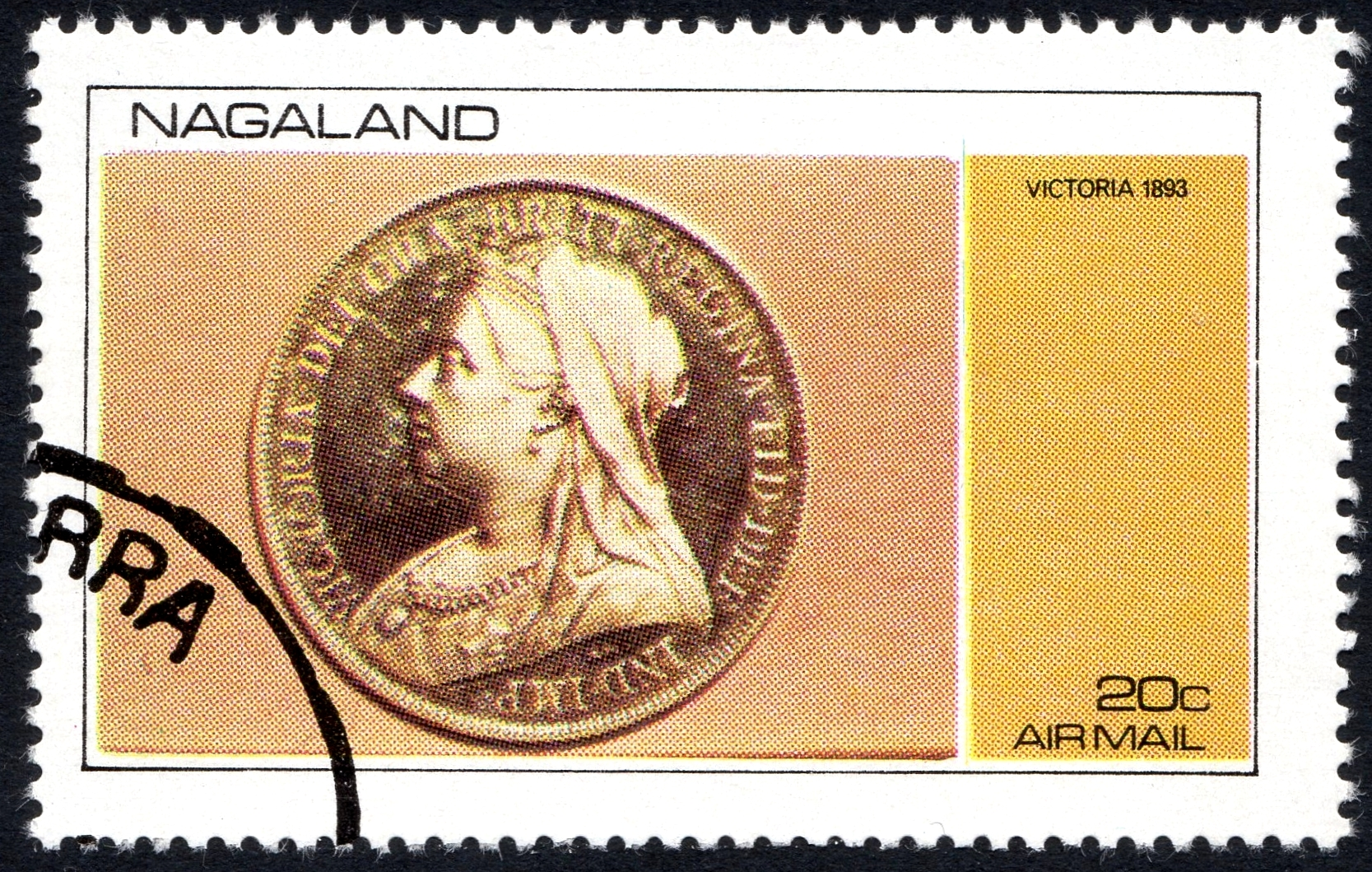
طابع بريد جوّي مزيف بقيمة 20 سنت من ناغالاند

## تحديد الطوابع غير القانونية
لا توجد طريقة قاطعة لتحديد إصدارات الطوابع غير القانونية.
- تُصدر العديد من الطوابع غير القانونية بأسماء دول أو أقاليم من أفريقيا أو الاتحاد السوفيتي السابق، أو دول جزرية أصغر من جميع أنحاء العالم. أما الإصدارات غير القانونية الأقدم (من عقد السبعينيات من القرن العشرين) فكانت غالبًا بأسماء دول عربية.[3]
- معظم الطوابع غير القانونية غير مُدرجة في فهارس الطوابع الرئيسية، مع أن بعضها قد يكون مُدرجًا عن طريق الخطأ أو لعدم وضوح حالتها أو لاختلاف معايير التسجيل عن تلك التي يستخدمها الاتحاد البريدي العالمي للاعتراف بإصدارات الطوابع الصحيحة.
- يُصنّف نظام ترقيم WADP (WNS)، الذي طورته الرابطة العالمية لتنمية هواية جمع الطوابع والاتحاد البريدي العالمي، الطوابع الصادرة عن الدول الأعضاء في الاتحاد البريدي العالمي منذ عام 2002. ولا يشارك جميع أعضاء الاتحاد البريدي العالمي في هذا النظام.

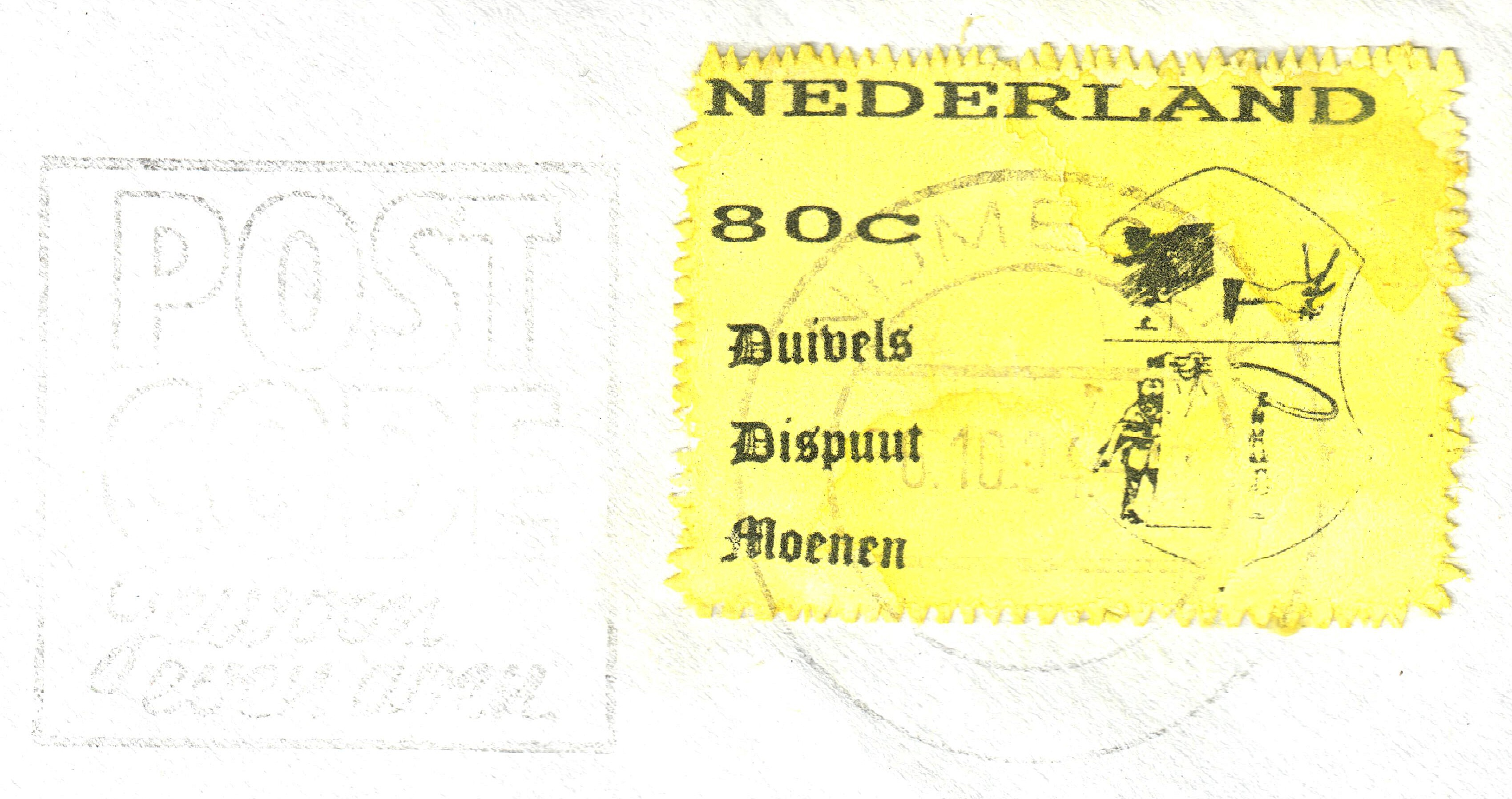
طابع بريدي غير قانوني من هولندا عام 1994

## اقرأ أيضا
- Figueiredo, Albertino de. Illegal and Abusive Stamp Issues: A lecture. Madrid: The Albertino de Figueiredo foundation for philately, 2003 7p.
- Melville, Frederick J. Phantom Philately. London: Philatelic Institute, 1923 204p.
- Pope, Mavis. Selected Forgeries, Bogus Issues, Fakes and Other Philatelically Related Items Intended to Defraud, Misrepresent or Imitate: A Monograph to Alert Potential Philatelists to Such Material and to Provide Some Means of Identification. Birmingham Gardens, N.S.W.: the author, 1991 105p.

## روابط خارجية
- AskPhil.org List of UPU illegal stamp alerts
- AskPhil.org List of issues believed by collectors to be Illegal
- AskPhil labels of Topics/Thematics listed as bogus, unauthorized, not valid for postal use
- UPU illegal stamp circulars link page نسخة محفوظة 2008-05-12 على موقع واي باك مشين.
- UPU 1996-2003 circulars in pdf
- http://www.pwmo.org/Illegals/18-UPU-Interview-EN.htm An interview with the Program Manager "Philately and IRC" at the International Bureau of the UPU